# Mulopo Kudimbana
Nicaise Mulopo Kudimbana (ur. 21 stycznia 1987 w Bomie) – kongijski piłkarz grający na pozycji bramkarza w Royal Antwerp FC.

## Kariera klubowa
Kudimbana rozpoczął karierę w 2001 w Royale Union Saint-Gilloise. W 2005 został włączony do pierwszej drużyny tego klubu. W 2008 został zawodnikiem RSC Anderlecht, ale jeszcze w tym samym roku wrócił do swojego macierzystego klubu na zasadzie wypożyczenia. W 2011 ponownie został wypożyczony, tym razem do Cercle Brugge. W czerwcu 2012 podpisał dwuletni kontrakt z KV Oostende. W styczniu 2014 został wypożyczony do RSC Anderlecht, a w czerwcu tegoż roku podpisał roczny kontrakt z tym klubem. W czerwcu 2015 przeszedł do Royal Antwerp FC.

## Kariera reprezentacyjna
W latach 2008–2015 Kudimbana rozegrał 5 meczów w DR Konga.